# Malagawatch 4
Malagawatch 4 är ett reservat i Kanada.   Det ligger i provinsen Nova Scotia, i den östra delen av landet, 1 100 km öster om huvudstaden Ottawa.